# Trường nội trú

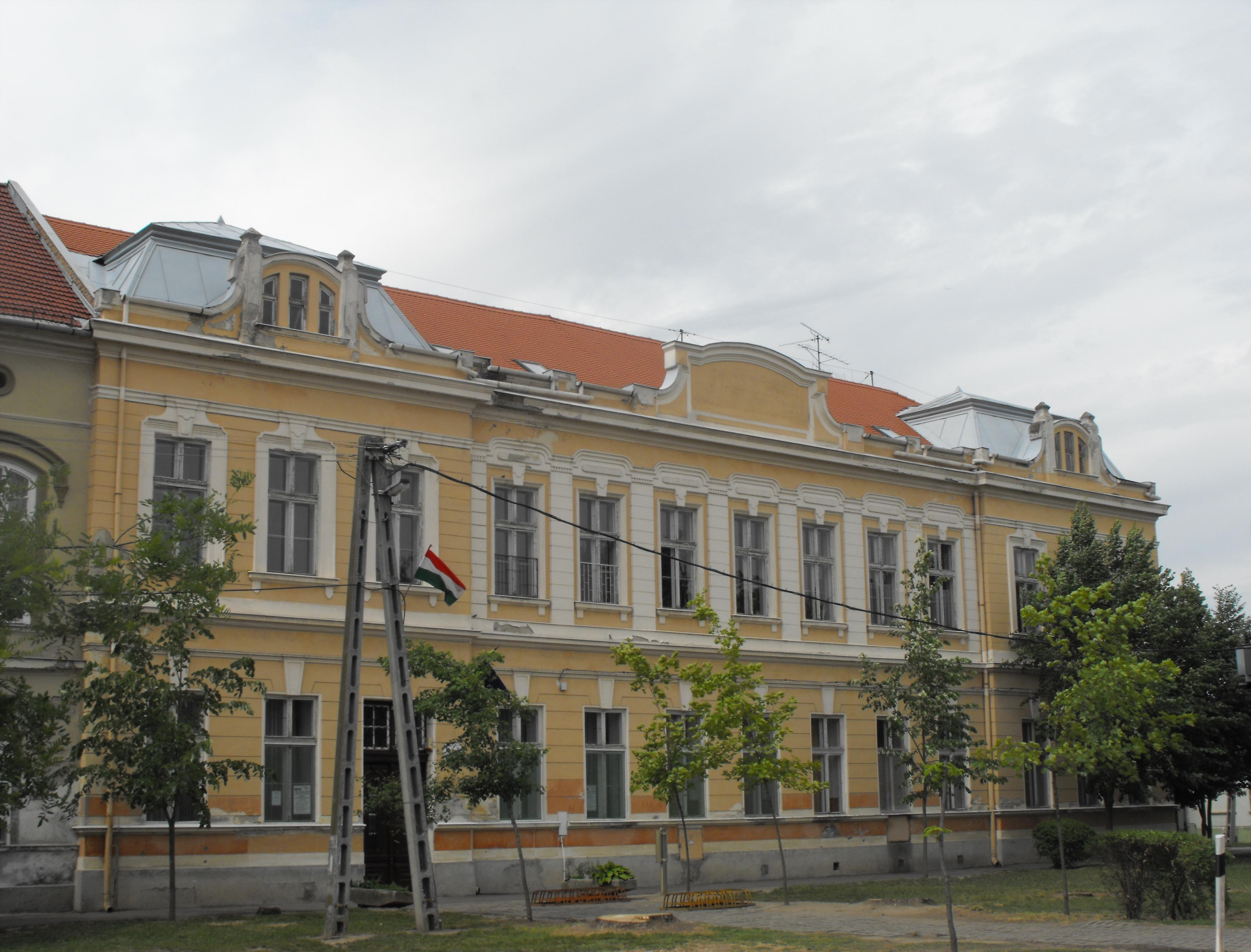
Một trường nội trú ở Hungary

Trường nội trú (tiếng Anh: boarding school) đem đến nền giáo dục cho các học sinh sống trong khuôn viên trường, trái ngược với một trường học ban ngày. Từ "boarding" được sử dụng theo nghĩa "room and board" (căn phòng và tiền ăn) tức là chỗ ở và bữa ăn. Vì chúng đã tồn tại trong nhiều thế kỷ, và bây giờ trải rộng trên nhiều quốc gia, chức năng và đặc điểm của chúng rất khác nhau. Theo truyền thống, học sinh ở lại trường trong thời hạn; một số trường tạo điều kiện cho học sinh trở về nhà vào mỗi cuối tuần và một số học sinh mới đến. Một số dành cho cả bé trai hay bé gái trong khi một số khác là dạy học cho cả nam và nữ.
Tại Vương quốc Anh, nơi có lịch sử lâu đời với các trường như vậy, nhiều trường độc lập (tư thục) cung cấp giáo dục nội trú, nhưng cũng có vài chục trường công lập, nhiều trường phục vụ trẻ em từ các nơi xa. Ở Hoa Kỳ, hầu hết các trường nội trú đều học lớp bảy hoặc chín đến lớp mười hai, những năm học trung học. Một số trường nội trú Mỹ có một năm "post-graduate" để giúp sinh viên chuẩn bị vào đại học.
Trong một số thời điểm và các trường nội trú là lựa chọn giáo dục ưu tú nhất (như Eton và Harrow, nơi đào tạo ra một số thủ tướng), trong khi trong các bối cảnh khác, chúng đóng vai trò là nơi để cách ly trẻ em được coi là một vấn đề đối với cha mẹ hoặc xã hội rộng lớn hơn. Canada và Hoa Kỳ đã cố gắng đồng hóa trẻ em bản địa trong hệ thống trường lưu trú Ấn Độ-Canada và các trường nội trú Ấn Độ-Mỹ tương ứng.
Một số chức năng cơ bản làm trại trẻ mồ côi, ví dụ: G.I. Trường nội trú Rossolimo số 49 ở Nga. Hàng chục triệu trẻ em nông thôn hiện đang được giáo dục tại các trường nội trú ở Trung Quốc. Trường nội trú trị liệu cung cấp điều trị cho những khó khăn tâm lý. Học viện quân sự cung cấp kỷ luật nghiêm ngặt. Giáo dục cho trẻ em có nhu cầu đặc biệt có mối liên hệ lâu dài với nội trú; xem, ví dụ, giáo dục người điếc và Hội đồng các trường học và dịch vụ dành cho người mù. Một số trường nội trú cung cấp một sự hòa nhập vào giáo dục dân chủ, chẳng hạn như Trường Summerhill. Những số khác là trường quốc tế, chẳng hạn như United World College.

## Lịch sử
Các trường nội trú có bản chất khác nhau tùy theo loại hình xã hội. Ví dụ, trong một số xã hội, trẻ em bước vào độ tuổi sớm hơn so với những nơi khác. Trong một số xã hội, một truyền thống được phát triển trong đó các gia đình khi gửi con cái họ đến trường nội trú trong nhiều thế hệ. Một quan sát dường như được áp dụng trên toàn cầu là số lượng bé trai lớn hơn đáng kể so với bé gái học trường nội trú và trong một khoảng thời gian dài hơn. Việc gửi trẻ em đặc biệt là các bé trai, đến các gia đình khác hoặc đến các trường học để chúng có thể học cùng nhau có từ rất lâu, được ghi lại trong văn học cổ điển và trong các tư liệu ở Vương quốc Anh từ hơn 1.000 năm trước.
Ở châu Âu, phương thức đầu tiên có từ thời trung cổ là các bé trai được gửi đến và được dạy bởi các giáo sĩ biết chữ, trong các tu viện hoặc như làm người hầu trong gia đình quý tộc lớn. King School, Canterbury, được cho là trường nội trú lâu đời nhất trên thế giới, bắt nguồn từ sự phát triển của trường tu vào khoảng năm 597 sau Công nguyên.
Tác giả của Biên niên sử Croyland nhớ lại việc được Nữ hoàng Editha, vợ của Edward Sám hối (Edward the Confession) kiểm tra về ngữ pháp trong tòa lâu đài tu viện khi còn là một học sinh ở trường nam sinh Westminster, vào khoảng những năm 1050. Các trường tu như vậy thường bị giải thể với chính các tu viện dưới thời Henry VIII, mặc dù trường Westminster được bảo tồn đặc biệt bởi giấy chứng nhận đặc quyền (letters patent) của nhà vua và dường như hầu hết các trường học đã được thay thế ngay lập tức. Winchester College  được thành lập bởi Giám mục William xứ Wykeham vào năm 1382 và trường Oswestry School được thành lập bởi David Holbache vào năm 1407 là những trường nội trú lâu đời nhất hoạt động liên tục.